# Piaski (powiat bełchatowski)
Piaski – wieś w Polsce położona w województwie łódzkim, w powiecie bełchatowskim, w gminie Kleszczów. Miejscowość powstała w 2008 roku.